# Gamgok-myeon, Eumseong-gun
Gamgok-myeon (koreanska: 감곡면) är en socken i kommunen Eumseong-gun i provinsen Norra Chungcheong i den centrala delen av Sydkorea, 80 km sydost om huvudstaden Seoul.